# Leptostylopsis testaceus
Leptostylopsis testaceus là một loài bọ cánh cứng trong họ Cerambycidae.